# Punctelia bolliana
Punctelia bolliana är en lavart som först beskrevs av Johannes Müller Argoviensis, och fick sitt nu gällande namn av Krog. Punctelia bolliana ingår i släktet Punctelia och familjen Parmeliaceae.   Inga underarter finns listade i Catalogue of Life.

## Källor

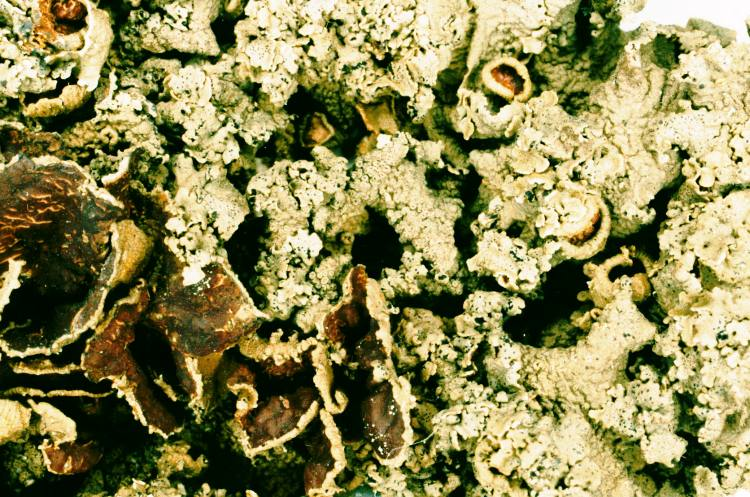
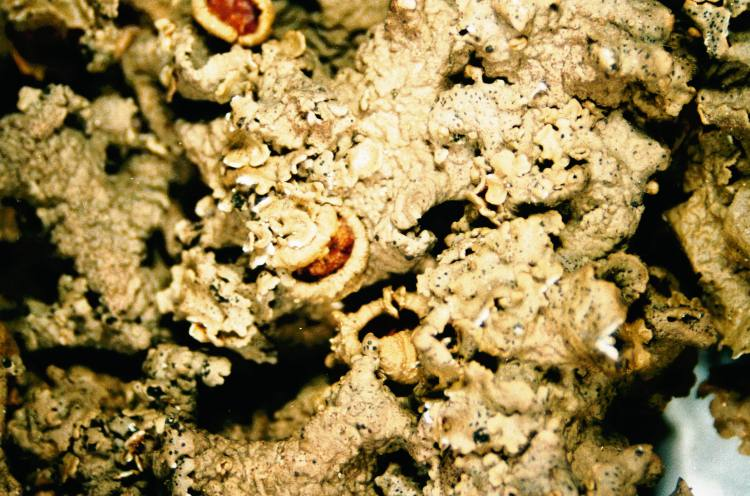
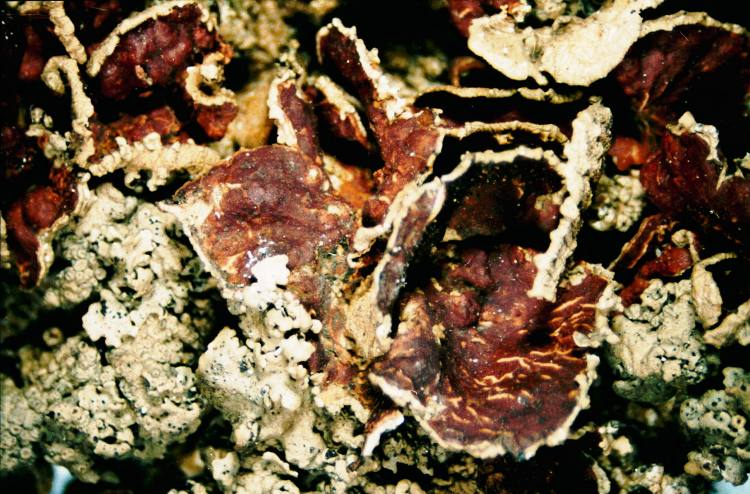
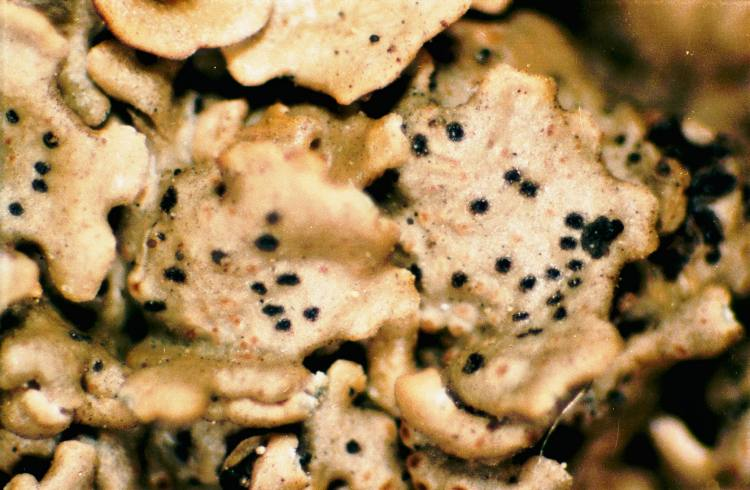
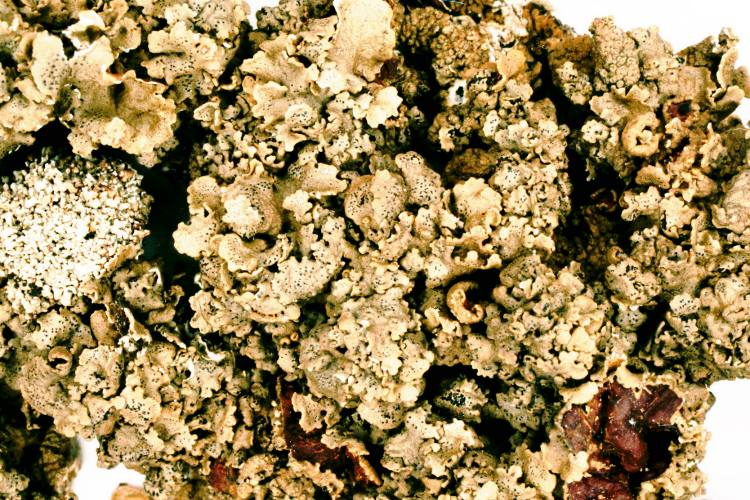